# Ernst Linder
Ernst Linder (Pohja, 25 de abril de 1868 – 14 de setembro de 1943) foi um adestrador e general sueco, campeão olímpico. 

## Carreira
Ernst Linder de origem finlandesa, representou seu país nos Jogos Olímpicos de 1924, na qual conquistou a medalha de ouro no adestramento individual.